# Montecarlo bianco
Il Montecarlo bianco è un vino DOC la cui produzione è consentita nella provincia di Lucca.

## Caratteristiche organolettiche
- colore: bianco paglierino o giallo oro chiaro.
- odore: delicato, caratteristico.
- sapore: asciutto, delicato, armonico.

## Abbinamenti consigliati
un vino spesso abbinato a piatti di pesce

## Produzione
Provincia, stagione, volume in ettolitri
- Lucca  (1990/91)  7433,12
- Lucca  (1991/92)  5927,25
- Lucca  (1992/93)  6738,58
- Lucca  (1993/94)  6441,93
- Lucca  (1994/95)  5821,67
- Lucca  (1995/96)  5478,22
- Lucca  (1996/97)  6145,08